# Пам'ятник котові Пантелеймону
Па́м'ятник кото́ві Пантелеймо́ну — пам'ятник перському коту Пантелеймону у Києві, відкритий 1998 року в Золотоворітському сквері, навпроти ресторану «Пантагрюель», де мешкав кіт. Встановлено на добровільні пожертви киян у пам'ять про тварину, що загинула під час пожежі у ресторані. Нині — один із найвідоміших і найпопулярніших пам'ятників міста.

## Історія
У середині 1990-х рр. у Маргарити Січкар та Сергія Гусовського, відомого київського ресторатора та власника ресторану «Пантагрюель», що розташований біля Золотих воріт, навпроти місця, де нині міститься пам'ятник тварині, виникла ідея завести при ресторані кота, що став би особливістю закладу. Таким чином вже незабаром у ресторані з'явився сірий кіт перської породи Пантюша, що здобув надзвичайну популярність серед відвідувачів закладу та мешканців міста. Але одного разу у ресторані трапилася пожежа і тварина задихнулася від диму. Після цього розчулені постійні клієнти почали перераховувати гроші на відновлення ресторану. Також було вирішено замовити та встановити пам'ятник вірному коту.
Зрештою, бронзового кота встановили навпроти входу до ресторану у 1998 році. Автором пам'ятника став скульптор Богдан Мазур. У первинному вигляді на постаменті поруч із котом була пташка, але її часто спилювали охочі до сувенірів туристи, тож згодом кота лишили на самоті.
Через своєрідність пам'ятника, його часто порівнюють із всесвітньо відомим пам'ятником единбурзькому собаці Боббі, що після смерті свого хазяїна жив на його могилі до кінця своїх днів.

## Легенди
З часом навколо кота Пантелеймона у Києві виникло чимало міських легенд. Найвідомішими з них є три.
Перша розповідає про Пантюшу як про кота-рятівника. Начебто у ніч, коли сталася пожежа, у приміщенні ресторану були люди й вірна тварина попередила їх про лихо, але сама не вижила.
Друга легенда оповідає, ніби Пантелеймон був улюбленцем якогось бізнесмена, і коли кіт помер, багатій за власний кошт встановив йому пам'ятник посеред центру міста.
Третя історія стверджує, що насправді пам'ятник коту Пантелеймону — це пам'ятник Бегемоту — знаменитому коту з роману Михайла Булгакова «Майстер і Маргарита».
Пов'язують з котом і містичні речі: зокрема серед киян існує повір'я, що бажання обов'язково збудеться, якщо потриматися за хвіст кота Пантелеймона.